# Barovo (Demir Kapija)
Barovo (makedonsky: Барово) je vesnice v Severní Makedonii. Nachází se v opštině Demir Kapija ve Vardarském regionu.
Název obce je zmíněn již v 15. století v tureckých listinách a je spojeno s křestním jménem Baro (Barbara, Bartoloměj nebo Branislav).

## Geografie
Barovo se nachází v historicko-geografické oblasti Bošavija, v jihozápadní části opštiny Demir Kapija a sousedí s opštinou Kavadarci. Leží na kopci nad údolím levého břehu řeky Bošava. Vesnice je kopcovitá a leží v nadmořské výšce 470 metrů. Od města Negotino je ve vzdálenosti 33 km.
Vesnice je rozkládá na ploše 14,4 km2. Dominuje jí orná půda o ploše 653,5 ha, dále pak pastviny o rozloze 539,5 ha a lesy o rozloze 162,4 ha.
V obci je několik studánek napojeno na kašny a v okolí vesnice je hned několik pramenů řek, nejznámější je pramen Vrelo.
Ve vesnici je také tradiční architektura domů.

## Historie
Barovo je velmi stará lokalita, což je doloženo mnoha archeologickými nálezy z období antiky. Nejstarší písemný záznam pochází z roku 1335, kdy srbský car Štěpán Dušan daroval místnímu klášteru peníze.

## Demografie
Podle sčítání lidu z roku 2021 žijí ve vesnici 3 obyvatelé, z toho 2 se hlásí k makedonské národnosti a 1 neuvedl.
| Rok          | 1900 | 1905 | 1948 | 1953 | 1961 | 1971 | 1981 | 1991 | 1994 | 2002 | 2021 |
| ------------ | ---- | ---- | ---- | ---- | ---- | ---- | ---- | ---- | ---- | ---- | ---- |
| Obyvatelstvo | 474  | 304  | 393  | 364  | 262  | 106  | 54   | 27   | 28   | 10   | 3    |

### Reference

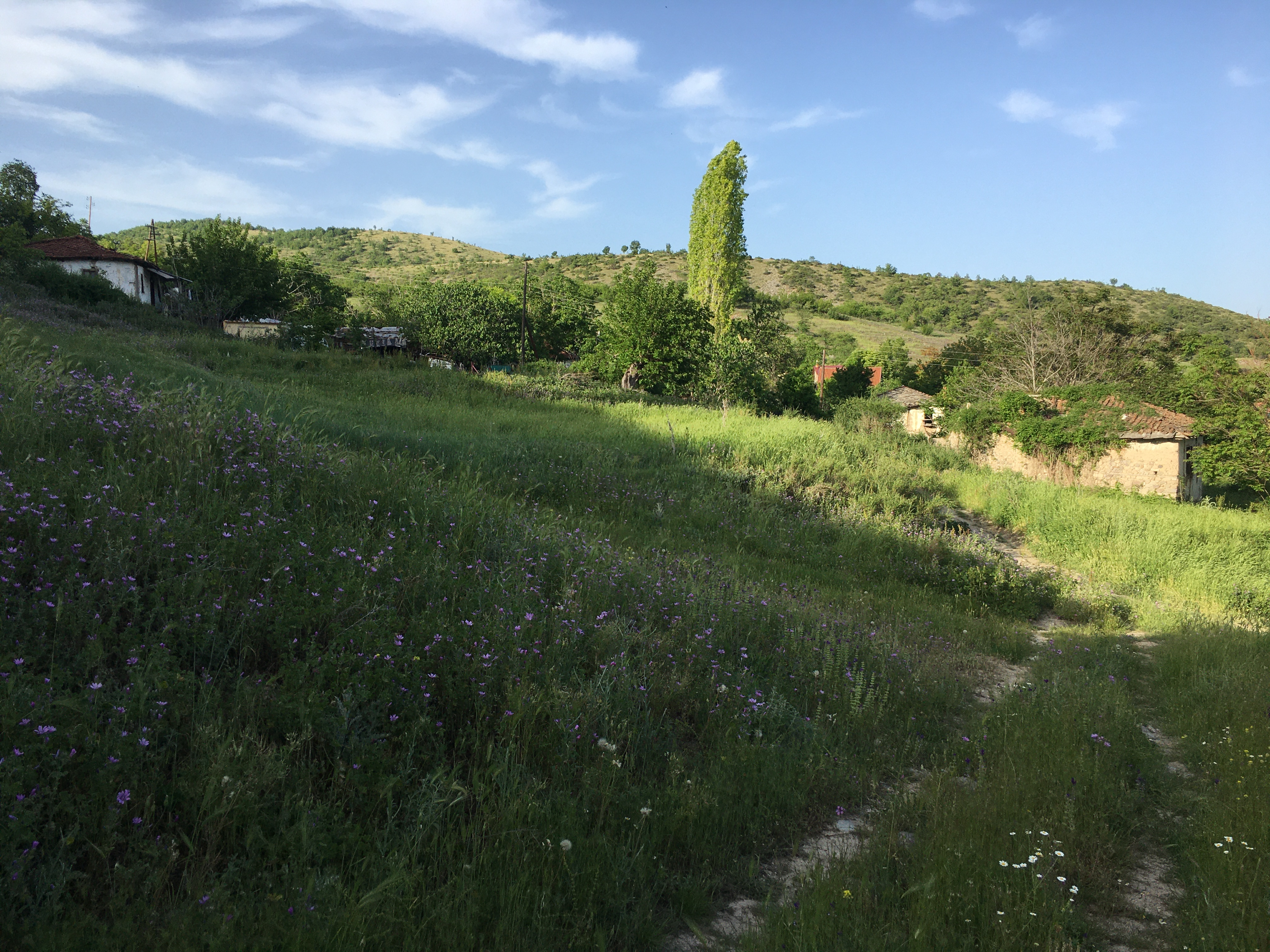
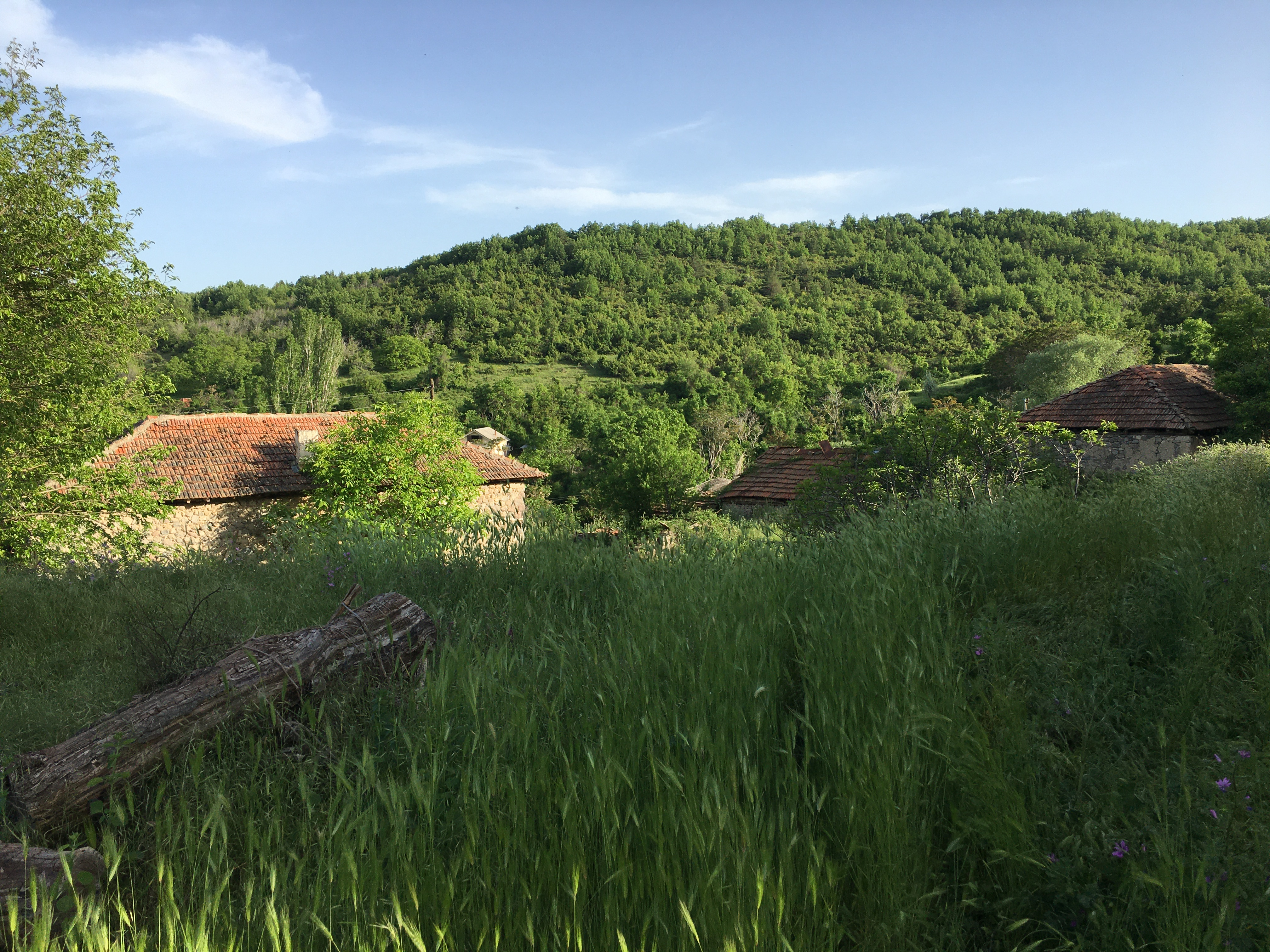
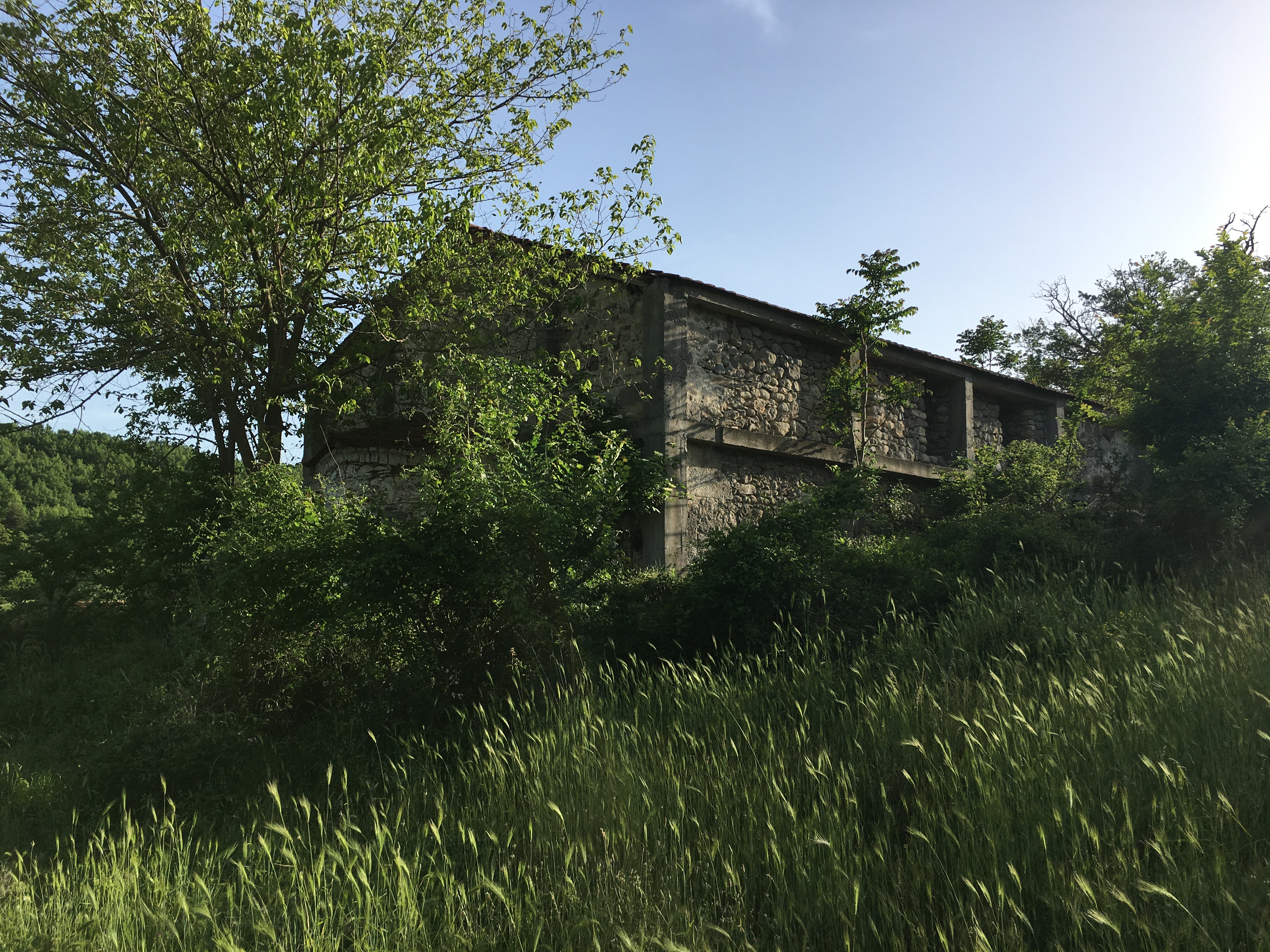
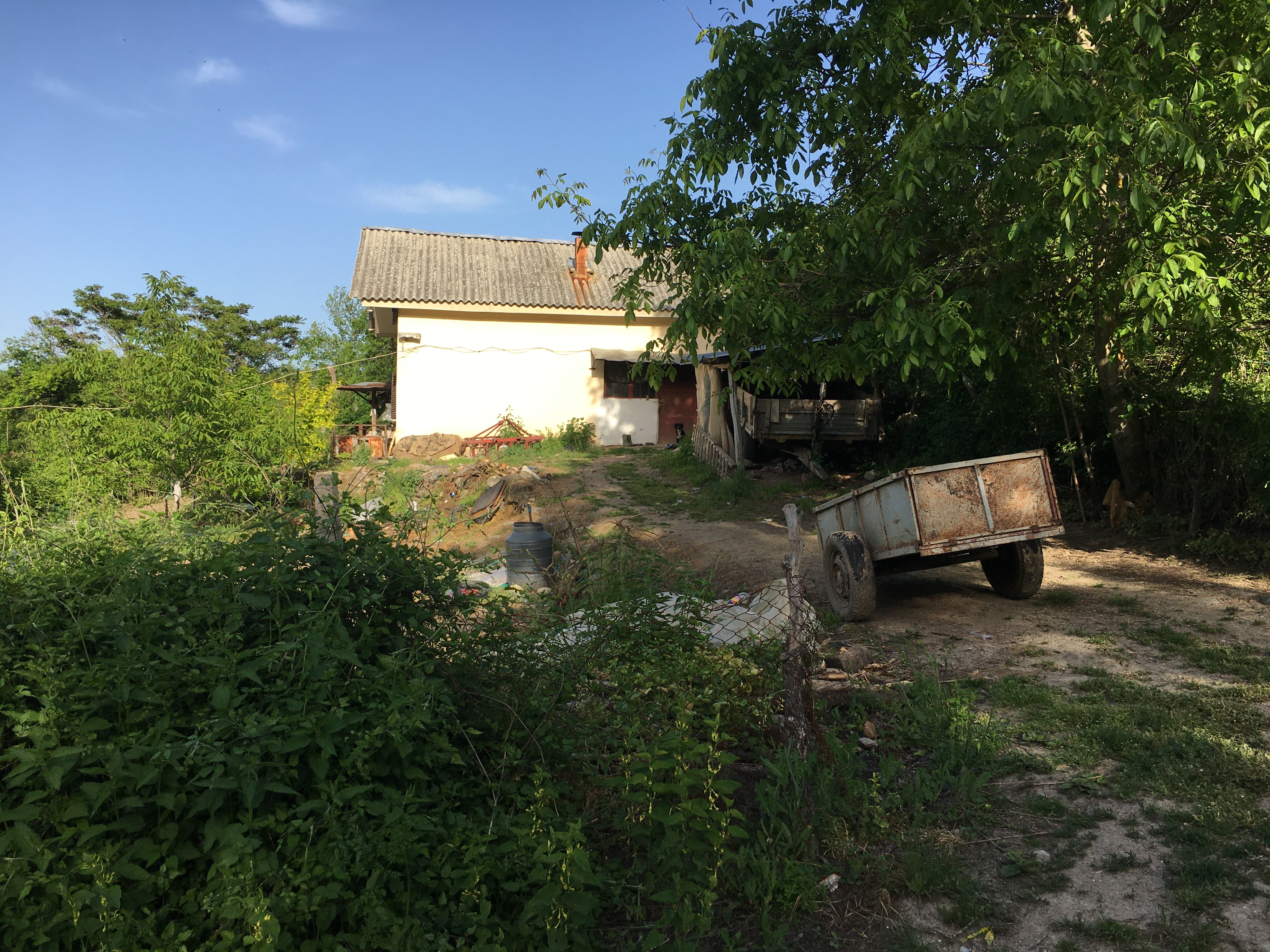
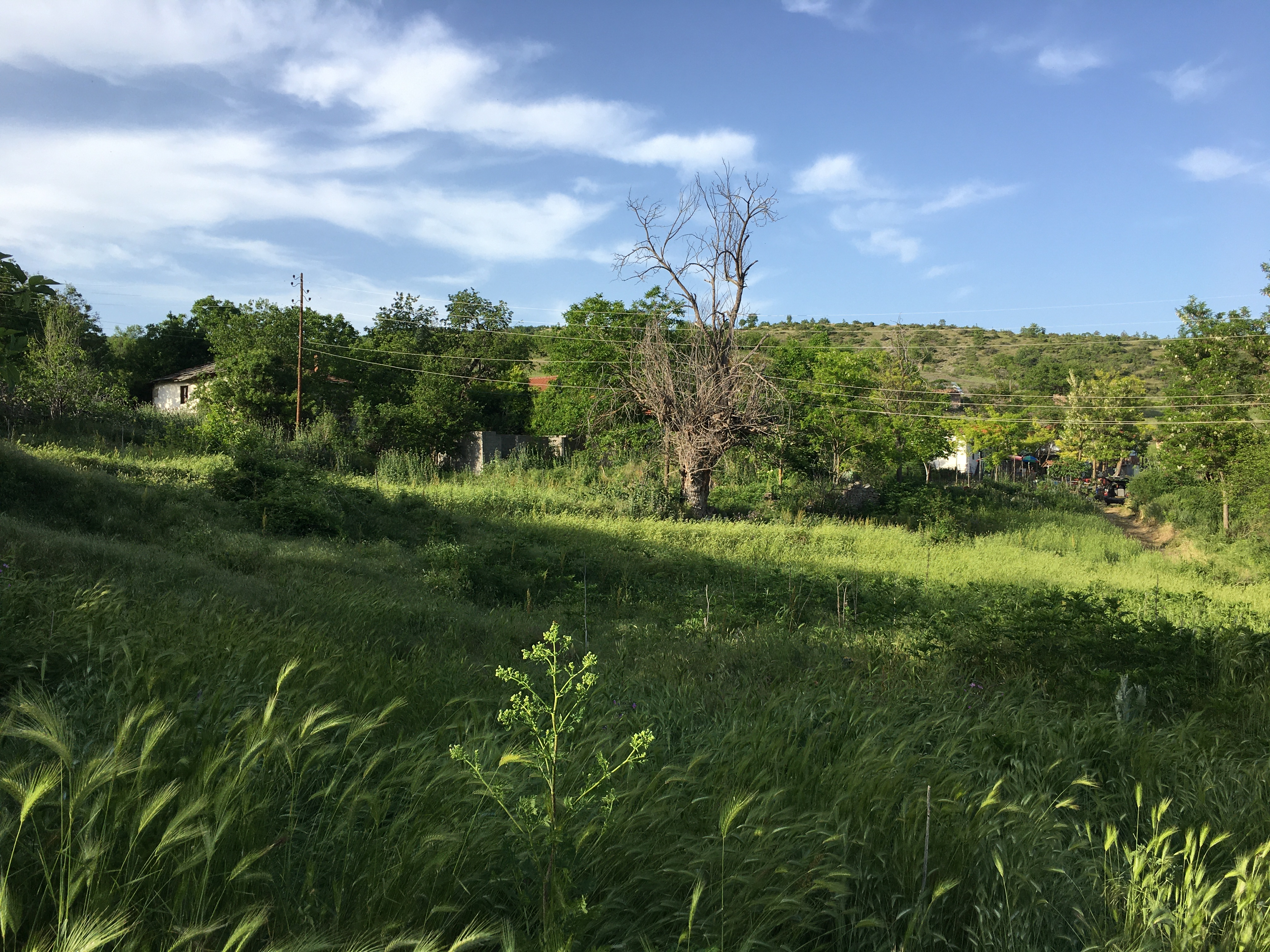